# Ardisia botryosa
Ardisia botryosa är en viveväxtart som beskrevs av John Walker. Ardisia botryosa ingår i släktet Ardisia och familjen viveväxter. Inga underarter finns listade i Catalogue of Life.